# Fusion vertébrale
 Mise en garde médicale
La fusion vertébrale, également appelée spondylodèse, est une technique chirurgicale neurochirurgicale ou orthopédique qui relie entre elles deux vertèbres (ou plus).
Cette procédure peut être réalisée à n'importe quel niveau de la colonne vertébrale (cervicale, thoracique ou lombaire) et empêche tout mouvement entre les vertèbres ainsi soudées.
Il existe de nombreux types de fusion vertébrale et chaque technique implique l'utilisation d'une greffe osseuse. Des vis, plaques ou cages sont souvent utilisés pour maintenir les os en place pendant que le greffon fusionne les deux vertèbres.